# Ética de las virtudes

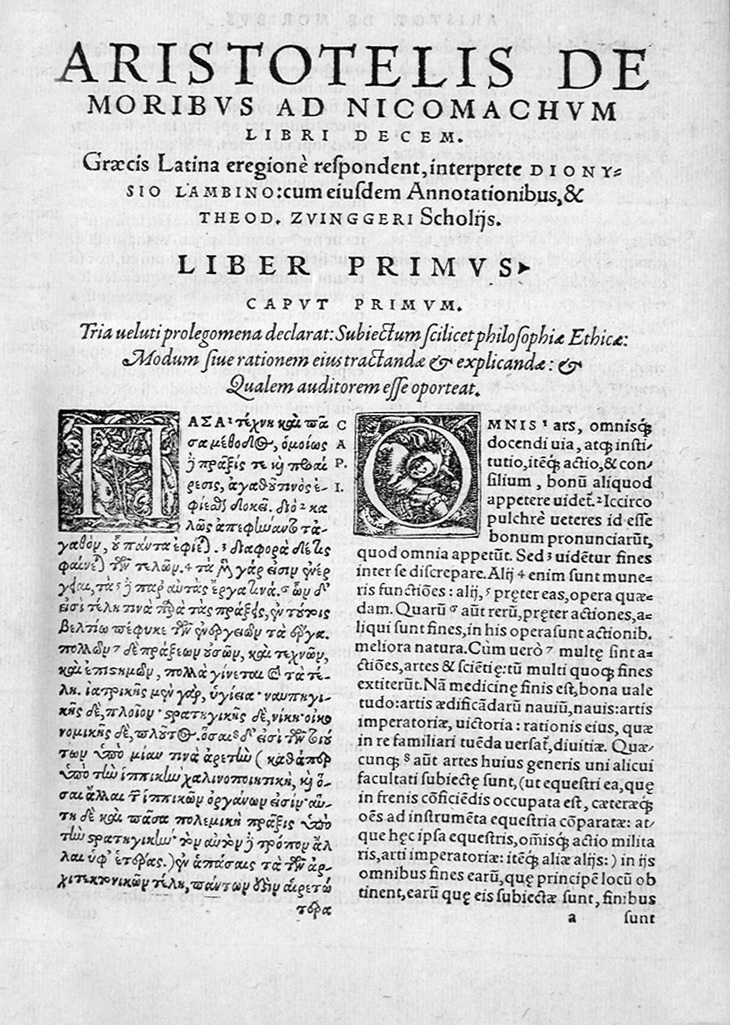
Primera página de la edición de 1566 de la Ética nicomaquea en griego y latín, quizás el primer tratado de ética de las virtudes.

La ética de las virtudes es la corriente de estudio de la moral que parte en que esta surge de rasgos internos de la persona, las virtudes, en contraposición a la posición de la deontología —la moral surge de reglas— y del consecuencialismo —la moral depende del resultado del acto—. La diferencia entre estos tres enfoques de la moral yace más en la forma en que se abordan los dilemas morales que en las conclusiones a las que se llega.
La ética de virtud es una teoría que se remonta a Platón y, de modo más articulado, a Aristóteles, quien consideraba que una acción es éticamente correcta si hacerla fuera propio de una persona virtuosa. Por ejemplo, si para el utilitarismo hay que ayudar a los necesitados porque eso aumenta el bienestar general, y para la deontología hay que hacerlo porque es nuestro deber, para la ética de virtudes, hay que ayudar a los necesitados porque hacerlo sería caritativo y benevolente.
Siendo la persona virtuosa aquella que cumple con un rol de manera excelente, por lo que cada individuo desarrolla su propio concepto de virtud. Por ejemplo, una médica es virtuosa por curar a sus pacientes y una diseñadora es virtuosa por su capacidad de crear imágenes plásticas placenteras. Sin embargo, las funciones a realizar se cuentan entre las relativas al hecho de que seamos agentes morales. Las virtudes correspondientes a tales funciones serían, por lo tanto, las virtudes éticas.
La ética de las virtudes busca explicar la naturaleza de un agente moral como fuerza motriz para el comportamiento ético. Explica que un ser, al realizar sus actos con la virtud propia de su identidad, sentirá satisfacción a la hora de realizar actos. En lugar de reglas (deontología) o consecuencialismo, que se deriva como correcto o incorrecto del resultado del acto en sí mismo.
Por ejemplo, un consecuencialista argumentaría que mentir es malo debido a las consecuencias negativas producidas por mentir, aunque un consecuencialista permitiría que determinadas consecuencias previsibles hicieran aceptable mentir en algunos casos. Un deontólogo argumentaría que la mentira siempre es mala, independientemente de cualquier "bien" potencial que pudiera venir de una mentira. Un partidario de la ética de la virtud, sin embargo, se centraría menos en mentir en una ocasión particular, y en lugar de eso consideraría lo que la decisión de contar o no una mentira nos dice del carácter y la conducta moral de uno. Como tal, la moralidad de mentir se determinaría caso por caso, lo cual se basaría en factores como el beneficio personal, el beneficio del grupo, y las intenciones (en cuanto a si son benévolas o malévolas).
Aunque la preocupación por la virtud aparece en varias tradiciones filosóficas, en la Filosofía occidental, la virtud es presente en la obra de Platón y Aristóteles, y aún hoy en día los conceptos clave de la tradición se derivan de la antigua filosofía griega. Estos conceptos incluyen areté (excelencia o virtud), phrónesis (sabiduría práctica o moral), y eudaimonia (felicidad).
En Occidente la ética de la virtud fue el enfoque predominante de pensamiento ético en los períodos antiguo y medieval. La tradición de la ética de las virtudes fue olvidada durante el período moderno, cuando el aristotelismo cayó en desgracia. La teoría de la virtud volvió a la prominencia en el pensamiento filosófico occidental en el siglo XX, y hoy es uno de los tres enfoques dominantes a las teorías normativas (las otras dos son la deontología de Kant y el consecuencialismo o teleologismo; donde podríamos incluir el utilitarismo). Varios filósofos contemporáneos han argumentado a favor de la "ética de las virtudes", entre ellos: Mortimer J. Adler, Richard Clyde Taylor, Martha Nussbaum y Rosalind Hursthouse.